# Scorzè
Scorzè est une commune italienne de la ville métropolitaine de Venise dans la région Vénétie en Italie.

## Administration
| Période                                  | Période  | Identité                    | Étiquette               | Qualité       |
| ---------------------------------------- | -------- | --------------------------- | ----------------------- | ------------- |
| 2009                                     | En cours | Giovanni Battista Mestriner | Le Peuple de la liberté | Centro-destra |
| Les données manquantes sont à compléter. |          |                             |                         |               |

## Culture
Église paroissiale :
Chœur de l'église décoré de fresques de Francesco Zugno (1709-1787).

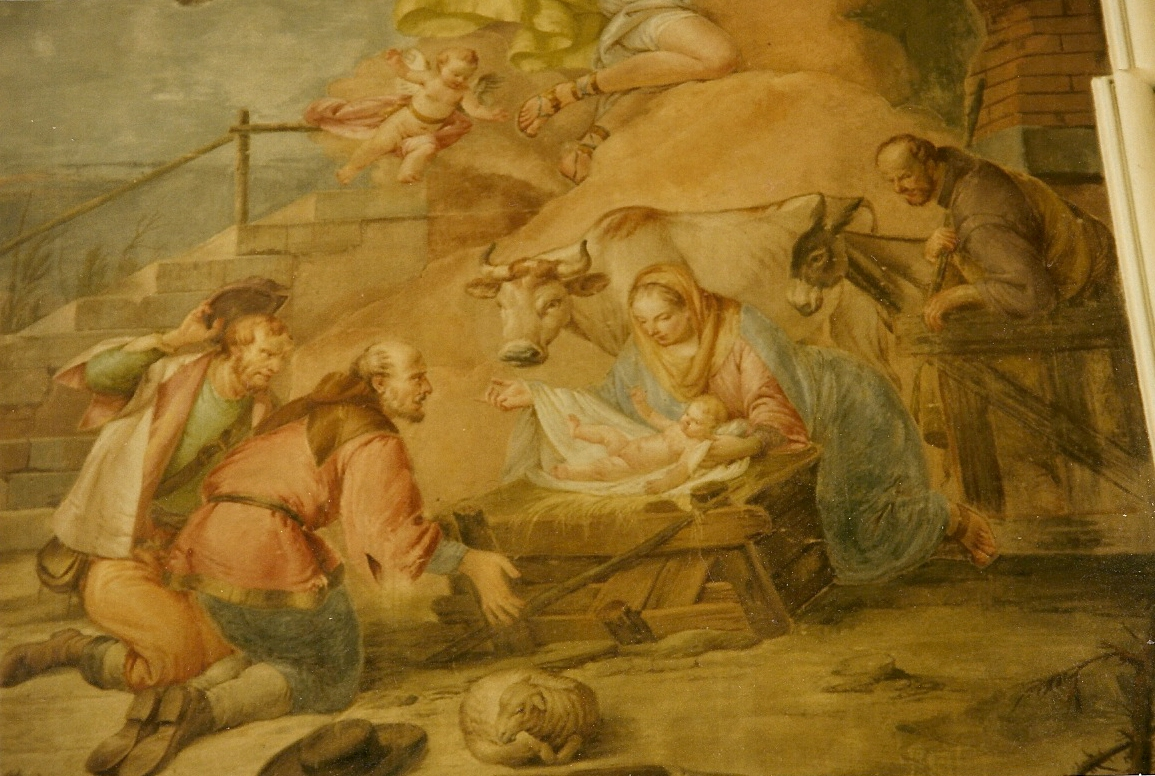
Adoration des Bergers (détail), fresque de Francesco Zugno (1709-1787), chœur de l'église de Scorzè (Vénétie).

### Hameaux
Cappella, Gardigiano, Peseggia, Rio San Martino, Scorzè

### Communes limitrophes
Martellago, Mogliano Veneto, Noale, Salzano, Trebaseleghe, Venise, Zero Branco